# Jelena Sergejewna Migunowa

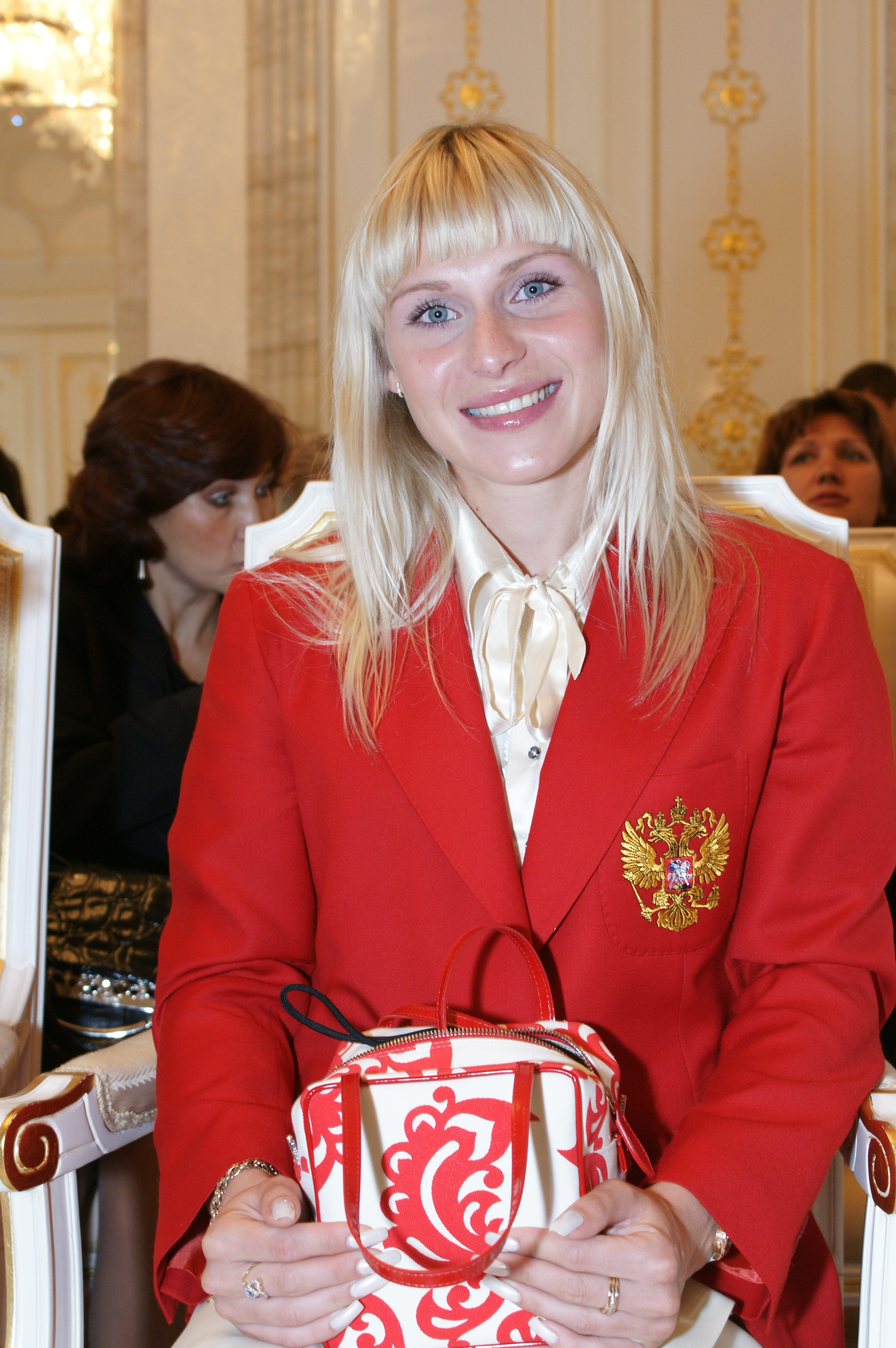
Jelena Migunowa (2008)

Jelena Sergejewna Migunowa (russisch Елена Сергеевна Мигунова; * 4. Januar 1984 in Kasan, Sowjetunion) ist eine russische Leichtathletin.

## Leben
Migunowa gehört seit 2005, als sie ihre Bestzeit im 400-Meter-Lauf auf 50,93 Sekunden verbesserte, zur erweiterten russischen Spitze. Bei der Sommer-Universiade 2005 in Izmir belegte sie in 53,21 Sekunden den fünften Platz im Einzelwettbewerb; sie lief die zweite Stadionrunde für die russische 4-mal-400-Meter-Staffel, die in 3:27,47 Minuten bei der Universiade gewann.
2008 verbesserte sich Migunowa auf 50,59 Sekunden. Bei den Olympischen Spielen 2008 gewann sie mit der russischen Staffel in 3:23,71 Minuten den ersten Vorlauf. Im Finale wurde Migunowa nicht eingesetzt; da ihre Mannschaftskameradinnen im Finale den zweiten Platz hinter der US-Staffel belegten, erhielt auch Migunowa für ihren Vorlaufeinsatz die olympische Silbermedaille.
Migunowa startet für Dynamo Kasan. Bei einer Körpergröße von 1,68 Meter beträgt ihr Wettkampfgewicht 58 Kilogramm.

## Bestzeiten
- Freiluft
  - 200 Meter: 23,52 Sekunden (25. Juni 2005 in Kasan)
  - 400 Meter: 50,59 Sekunden (18. Juli 2008 in Kasan)
- Halle
  - 200 Meter: 23,90 Sekunden (24. Januar 2006 in Moskau)
  - 400 Meter: 51,79 Sekunden (26. Februar 2010 in Moskau)